# 한강 (2023년 드라마)
《한강》(영어: Han River Police)은 2023년 2023년 9월 13일부터 2023년 9월 27일까지 방영된 드라마다.

## 기획의도
- 한강을 지키는 한강경찰대가 한강을 둘러싼 범죄에 휘말리며 벌어지는 이야기

## 제작진

### 제작사
- 아크미디어
- 필름몬스터

### 연출
- 김상철

### 극본
- 김상철

## 등장인물

### 주요인물
- 권상우 : 한두진 역
- 김희원 : 이춘석 역
- 이상이 : 고기석 역
- 배다빈 : 도나희 역
- 신현승 : 김지수 역
- 성동일 : 도원희 역

### 주변인물
- 남태우
- 박호산 : 백철 역
- 최무성 : 황만대 역
- 서영희
- 한지혜 : 은숙 역
- 류연석 : 이정찬 역